# Youssef Boughanem
Pour les articles homonymes, voir Boughanem.
Youssef Boughanem (en amazighe : ⵢⵓⵙⴼ ⴱⵓⵖⴰⵏⵎ), né le 6 décembre 1989 à Bruxelles, est un boxeur et pratiquant de muay-thaï ainsi que d'arts martiaux mixtes (MMA) belgo-marocain muay-thaï.

## Biographie
Né à Bruxelles, Youssef Boughanem grandit dans sa ville natale dans la commune d'Etterbeek. Son père est originaire de Tanger et sa mère de Zaïo. Youssef pratique le muay-thaï depuis son adolescence, il a commencé dans une salle de son quartier en Belgique. À la suite de la mort de ses deux parents, celui-ci a comme ambition de quitter la Belgique pour viser un plus haut niveau. Lors d'une organisation d'un Tournament à Eindhoven, Youssef Boughanem prend part et affronte Robin Roosmalen, et Jordy. Arrivé en deuxième place, il s'empare d'une récompense de 2500 euros et prend un billet sans retour pour la Thaïlande avec son frère Yassine Boughanem. Arrivé en Thaïlande à l'âge de dix-sept ans, il s'inspire de Namsaknoi Yudthagarngamtorn, signant son premier contrat professionnel au plus haut niveau de Thaïlande dans le muay thaï.
Lors des premiers jours en Thaïlande, il loge dans un hôtel avant de se retrouver à court d'argent, dormant dans la rue et dans des salles de sports. 
Le 22 avril 2019, Youssef Boughanem a vaincu Joe Craven par TKO à la quatrième reprise et a remporté le titre WKN World Super Welterweight au Muay Thai. Le combat était l'événement principal du PSM Fight Night à Bruxelles, Belgique,.
En juin 2019, il apparaît dans le clip Bruxterdam tourné à Molenbeek et concocté par Sky et 3robi.

### Vie privée
Il a un frère Yassine Boughanem également champion du monde, chez les poids-lourds (aussi en boxe thaïlandaise). Il est père de trois enfants et possède son propre camp d'entrainement basé à Pattaya.
Il parle de manière courante le thaï, le français, l'anglais, l’arabe et le tamazight marocain.

## Palmarès
À ce jour, Youssef Boughanem comptabilise environ 240 combats pour 205 victoires. Le palmarès est incomplet, il manque de nombreux titres, seuls les plus importants sont évoqués dans la liste suivante:
- 4 Titres de champion du monde des poids-moyens de WBC
- 2 Titres de champion du monde des poids-moyens de WAKO
- 2 Titres de champion du monde des poids-moyens de IBF
- 3 Titres de champion du monde des poids-moyens de ISKA
- 3 Titres de champion du monde des poids-moyens du Pheonix FC
- 1 Titre de champion du monde des poids-moyens de Venum
- 4 Titres de champion du monde des poids-moyens de WKN
- 2 Titres de champion du Lumpinee des poids-moyens
- 2 Titres de champion du Rajadamnoen des poids-moyens
- 1 Titre de champion du Omnoi Stadium des poids-moyens
- 1 Titre de champion du Theprassit Stadium chez les poids-moyens
- 1 Titre de champion de Golden Fight chez les poids-moyens
- 1 Titre de champion du tournoi Thai Fight chez les poids-moyens
- 1 Titre de champion du tournoi 1-KING Muay Thaï chez les poids-moyens
- 1 Titre de champion du tournoi Max Muay Thaï chez les poids-moyens

## Liste des combats professionnels
| Muay-thaï Record                                                                           | Muay-thaï Record                                    | Muay-thaï Record                                    | Muay-thaï Record                                    | Muay-thaï Record                                    | Muay-thaï Record                                    | Muay-thaï Record                                    | Muay-thaï Record                                    | Muay-thaï Record                                    |  |
| 115 Victoires , 29 Défaites , 2 Nuls , 1 No Contest                                        | 115 Victoires , 29 Défaites , 2 Nuls , 1 No Contest | 115 Victoires , 29 Défaites , 2 Nuls , 1 No Contest | 115 Victoires , 29 Défaites , 2 Nuls , 1 No Contest | 115 Victoires , 29 Défaites , 2 Nuls , 1 No Contest | 115 Victoires , 29 Défaites , 2 Nuls , 1 No Contest | 115 Victoires , 29 Défaites , 2 Nuls , 1 No Contest | 115 Victoires , 29 Défaites , 2 Nuls , 1 No Contest | 115 Victoires , 29 Défaites , 2 Nuls , 1 No Contest |  |
| ------------------------------------------------------------------------------------------ | --------------------------------------------------- | --------------------------------------------------- | --------------------------------------------------- | --------------------------------------------------- | --------------------------------------------------- | --------------------------------------------------- | --------------------------------------------------- | --------------------------------------------------- |  |
| Date                                                                                       | Résultat                                            | Adversaire                                          | Événement                                           | Lieu                                                | Type                                                | Round                                               | Temps                                               | Record                                              |  |
|                                                                                            | Defaite                                             | Volpe                                               | glory                                               |                                                     |                                                     |                                                     |                                                     |                                                     |  |
|                                                                                            |                                                     |                                                     |                                                     |                                                     |                                                     |                                                     |                                                     |                                                     |  |
| 2023-02-04                                                                                 | Victoire                                            | Federico Puddu                                      | PSM Fight Night                                     | Goussainville, France                               | KO                                                  | 3                                                   | 3:00                                                |                                                     |  |
| 2023-01-02                                                                                 | Victoire                                            | Sudsakorn Sor Klinmee                               | WMC Golden King                                     | Pattaya, Thaïlande                                  | KO                                                  | 4                                                   | 3:00                                                |                                                     |  |
| 2022-11-12                                                                                 | Victoire                                            | Tobias ALEXANDERSSON                                | Alpha League 2                                      | Bruxelles, Belgique                                 | TKO                                                 | 2                                                   | 3:00                                                |                                                     |  |
| 2020-01-29                                                                                 | Victoire                                            | Toni romero                                         | La Nuit des Gladiateurs                             | Bruxelles, Belgique                                 | KO                                                  | 3                                                   |                                                     |                                                     |  |
| 2022-05-28                                                                                 | Victoire                                            | AVATAR Tor Morsri                                   | Infliction (Lumpinee)                               | Bangkok, Thaïlande                                  | Decision                                            | 5                                                   | 3:00                                                |                                                     |  |
| 2022-03-26                                                                                 | Victoire                                            | David Pennimpede                                    | PSM Fight Night                                     | Gold Coast, Australie                               | Decision                                            | 5                                                   | 3:00                                                |                                                     |  |
| 2022-01-29                                                                                 | Victoire                                            | SAENGCHAN SorSor Nawat                              | Fight Night                                         | pattaya, Thaïlande                                  | Decision                                            | 5                                                   | 3:00                                                |                                                     |  |
| 2021-07-17                                                                                 | Victoire                                            | Niclas Larsen                                       | PSM Fight Night                                     | Bruxelles, Belgique                                 | Decision                                            | 5                                                   | 3:00                                                |                                                     |  |
| 2020-01-29                                                                                 | Victoire                                            | Ignasi Larios                                       | Prestige Fight                                      | Paris, France                                       | KO                                                  | 3                                                   |                                                     |                                                     |  |
| 2019-11-16                                                                                 | Victoire                                            | Tobias Alexandersson                                | PSM Fight Night                                     | Bruxelles, Belgique                                 | Decision                                            | 5                                                   | 3:00                                                |                                                     |  |
| Conserve le titre WBC Muaythai des poids moyens (72,5 kg)                                  |                                                     |                                                     |                                                     |                                                     |                                                     |                                                     |                                                     |                                                     |  |
| Pour le titre 71 kg de l'Arena Fight.                                                      |                                                     |                                                     |                                                     |                                                     |                                                     |                                                     |                                                     |                                                     |  |
| 2019-04-22                                                                                 | Victoire                                            | Joe Craven                                          | PSM Fight Night                                     | Bruxelles, Belgique                                 | TKO                                                 | 4                                                   |                                                     |                                                     |  |
| Conserve le titre WBC Muaythai et remporte le titre WKN des poids moyens (72,5 kg)         |                                                     |                                                     |                                                     |                                                     |                                                     |                                                     |                                                     |                                                     |  |
| 2018-11-24                                                                                 | Victoire                                            | Jake Purdy                                          | Yas Island Muay Thai Championship 2018              | ÉAU, Abou Dabi                                      | KO                                                  | 2                                                   |                                                     |                                                     |  |
| 2018-10-13                                                                                 | Victoire                                            | Kongjak Por. Pao-In                                 | Phoenix 10                                          | Belgique, Bruxelles                                 | Décision                                            | 5                                                   | 3:00                                                |                                                     |  |
| Conserve le titre WBC Muaythai et remporte le titre ISKA des poids moyens (72,5 kg)        |                                                     |                                                     |                                                     |                                                     |                                                     |                                                     |                                                     |                                                     |  |
| 2018-05-22                                                                                 | Victoire                                            | Talaytong Sor. Thanaphet                            | Stade de boxe du Lumpinee, Phetnoomnoi              | Thaïlande, Bangkok                                  | TKO                                                 | 4                                                   |                                                     |                                                     |  |
| Remporte le titre Lumpinee des poids moyens (72,5 kg)                                      |                                                     |                                                     |                                                     |                                                     |                                                     |                                                     |                                                     |                                                     |  |
| 2018-04-28                                                                                 | Victoire                                            | Payakdam Mor. Phuvana                               | Phoenix 7 Phuket                                    | Thaïlande, Phuket                                   | TKO                                                 | 3                                                   |                                                     |                                                     |  |
| Conserve le titre Phoenix FC et remporte le titre IBF Muaythai des poids moyens (72,5 kg)  |                                                     |                                                     |                                                     |                                                     |                                                     |                                                     |                                                     |                                                     |  |
| 2018-02-26                                                                                 | Victoire                                            | Noppakaw Siriluckmuaythai                           | Phoenix 5 Bangkok                                   | Thaïlande, Bangkok                                  | KO                                                  | 3                                                   |                                                     |                                                     |  |
| Conserve le titre Rajadamnoen et remporte le titre WBC Muaythai des poids moyens (72,5 kg) |                                                     |                                                     |                                                     |                                                     |                                                     |                                                     |                                                     |                                                     |  |
| 2017-09-22                                                                                 | Victoire                                            | Artur Saladiak                                      | Phoenix 3 London                                    | Royaume-Uni, Londres                                | TKO                                                 | 3                                                   |                                                     |                                                     |  |
| Remporte le titre Phoenix FC des poids moyens (72,5 kg)                                    |                                                     |                                                     |                                                     |                                                     |                                                     |                                                     |                                                     |                                                     |  |
| 2017-08-07                                                                                 | Victoire                                            | Yodpayak Sitsongpeenong                             | Stade de boxe du Rajadamnoen, Sor. Sommai Fight     | Thaïlande, Bangkok                                  | KO                                                  | 5                                                   |                                                     |                                                     |  |
| 2017-07-15                                                                                 | Victoire                                            | Saber Athari                                        | Thai Fight: We Love Yala                            | Thaïlande, Yala                                     | KO                                                  | 1                                                   |                                                     |                                                     |  |
| 2017-06-29                                                                                 | Victoire                                            | Wanchalerm Uddonmuang                               | Best Of Siam XI                                     | France, Paris                                       | Abandon                                             | 4                                                   |                                                     |                                                     |  |
| 2017-05-27                                                                                 | Victoire                                            | Anouar Khamlali                                     | Thai Fight                                          | Italie, Turin                                       | Décision                                            | 3                                                   | 3:00                                                |                                                     |  |
| 2017-04-29                                                                                 | Victoire                                            | Ilyass Chakir                                       | Thai Fight Samui                                    | Thaïlande, Koh Samui                                | Décision                                            | 3                                                   | 3:00                                                |                                                     |  |
| 2017-04-08                                                                                 | Victoire                                            | Gaëtan Dambo                                        | Thai Fight Paris                                    | France, Paris                                       | Décision                                            | 3                                                   | 3:00                                                |                                                     |  |
| 2016-12-24                                                                                 | Victoire                                            | Saiyok Pumpanmuang                                  | Thai Fight                                          | Thaïlande, Bangkok                                  | Décision                                            | 3                                                   | 3:00                                                |                                                     |  |
| 2016-10-15                                                                                 | Victoire                                            | Ahmed Aushev                                        | Thai Fight                                          | Chine, Leshan                                       | KO                                                  | 1                                                   |                                                     |                                                     |  |
| 2016-08-31                                                                                 | Victoire                                            | Kompetchlek Looprabaht                              | Stade de boxe du Rajadamnoen, Sor. Sommai Fight     | Thaïlande, Bangkok                                  | KO                                                  | 4                                                   |                                                     |                                                     |  |
| Remporte le titre Rajadamnoen des poids moyens (72,5 kg)                                   |                                                     |                                                     |                                                     |                                                     |                                                     |                                                     |                                                     |                                                     |  |
| 2016-06-24                                                                                 | Victoire                                            | Armen Petrosyan                                     | Monte-Carlo Fighting Masters                        | Monaco, Monte-Carlo                                 | Décision                                            | 3                                                   | 3:00                                                |                                                     |  |
| Remporte le titre WAKO-Pro des poids moyens (71,8 kg)                                      |                                                     |                                                     |                                                     |                                                     |                                                     |                                                     |                                                     |                                                     |  |
| 2016-05-27                                                                                 | NC                                                  | Kompetchlek Looprabaht                              | Best Of Siam                                        | Thaïlande, Bangkok                                  | No Contest                                          | 1                                                   |                                                     |                                                     |  |
| Combat pour le titre Rajadamnoen des poids moyens (72,5 kg)                                |                                                     |                                                     |                                                     |                                                     |                                                     |                                                     |                                                     |                                                     |  |
| 2016-03-19                                                                                 | Victoire                                            | Denpanom Rongreankeelakorat                         | Thai Fight Korat                                    | Thaïlande, Nakhon Ratchasima                        | Décision                                            | 3                                                   | 3:00                                                |                                                     |  |
| 2016-03-12                                                                                 | Victoire                                            | Matheus Pereira                                     | Thai Fight                                          | Thaïlande, Bangkok                                  | KO                                                  | 3                                                   |                                                     |                                                     |  |
| 2015-12-31                                                                                 | Victoire                                            | Sudsakorn Sor Klinmee                               | Thai Fight Count Down, finales du tournoi           | Thaïlande, Bangkok                                  | Décision                                            | 3                                                   | 3:00                                                |                                                     |  |
| Gagné le tournoi Thai Fight des poids moyens (72,5 kg)                                     |                                                     |                                                     |                                                     |                                                     |                                                     |                                                     |                                                     |                                                     |  |
| 2015-11-21                                                                                 | Victoire                                            | Rungrawee P.K. Saenchaimuaythaigym                  | Thai Fight, demi-finale du tournoi                  | Thaïlande, Nakhon Pathom                            | Décision                                            | 3                                                   | 3:00                                                |                                                     |  |
| 2015-10-24                                                                                 | Victoire                                            | Yurik Davtyan                                       | Thai Fight Vietnam                                  | Viêt Nam, Hô-Chi-Minh-Ville                         | Décision                                            | 3                                                   | 3:00                                                |                                                     |  |
| 2015-09-26                                                                                 | Victoire                                            | Chanajon P.K. Saenchaimuaythaigym                   | Stade de boxe du Omnoi                              | Thaïlande, Samut Sakhon                             | Décision                                            | 5                                                   | 3:00                                                |                                                     |  |
| Conserve le titre Omnoi des poids moyens (72,5 kg)                                         |                                                     |                                                     |                                                     |                                                     |                                                     |                                                     |                                                     |                                                     |  |
| 2015-08-15                                                                                 | Victoire                                            | Rungrawee P.K. Saenchaimuaythaigym                  | Stade de boxe du Omnoi                              | Thaïlande, Samut Sakhon                             | KO                                                  | 3                                                   |                                                     |                                                     |  |
| Remporte le titre Omnoi des poids moyens (72,5 kg)                                         |                                                     |                                                     |                                                     |                                                     |                                                     |                                                     |                                                     |                                                     |  |
| 2015-03-07                                                                                 | Victoire                                            | Chenrob Pumpanmuang                                 | Master of The Ring                                  | Thaïlande, Pattaya                                  | Décision                                            | 5                                                   | 3:00                                                |                                                     |  |
| Remporte le titre Venum des poids moyens (72,5 kg)                                         |                                                     |                                                     |                                                     |                                                     |                                                     |                                                     |                                                     |                                                     |  |
| 2015-02-01                                                                                 | NC                                                  | Kanongsuk Chuwattana                                | Max Muay Thai, demi-finale du grand tournoi         | Thaïlande, Bangkok                                  | Disqualification                                    | 2                                                   |                                                     |                                                     |  |
| 2014-11-09                                                                                 | Victoire                                            | Tobias Alexandersson                                | Max Muay Thai, finales du tournoi qualificatif      | Thaïlande, Pattaya                                  | Décision                                            | 3                                                   | 3:00                                                |                                                     |  |
| 2014-11-09                                                                                 | Victoire                                            | Fahmongkol Sor Jor Dangrayong                       | Max Muay Thai, demi-finale du tournoi qualificatif  | Thaïlande, Pattaya                                  | Décision                                            | 4                                                   | 3:00                                                |                                                     |  |
| 2014-10-05                                                                                 | Victoire                                            | Kanongsuk Chuwattana                                | Max Muay Thai                                       | Thaïlande, Pattaya                                  | КО                                                  | 2                                                   |                                                     |                                                     |  |
| 2014-09-28                                                                                 | Victoire                                            | Sun Weiqiang                                        | Wu Lin Feng                                         | Hong Kong                                           | Décision                                            | 3                                                   | 3:00                                                |                                                     |  |
| 2014-06-14                                                                                 | Défaite                                             | Thongchai Sitsongpeenong                            | Best Of Siam 5                                      | France, Paris                                       | Blessure                                            | 3                                                   |                                                     |                                                     |  |
| 2014-04-12                                                                                 | Victoire                                            | Chenrob Pumpanmuang                                 | Thepprasit Stadium                                  | Thaïlande, Pattaya                                  | TKO                                                 | 4                                                   |                                                     |                                                     |  |
| 2014-03-29                                                                                 | Défaite                                             | Aikpracha Meenayothin                               | Max Muay Thai                                       | Thaïlande, Bangkok                                  | Décision                                            | 3                                                   | 3:00                                                |                                                     |  |
| 2014-02-17                                                                                 | Victoire                                            | Chenrob Pumpanmuang                                 | Thepprasit Stadium                                  | Thaïlande, Pattaya                                  | KO                                                  |                                                     |                                                     |                                                     |  |
| 2013-07-29                                                                                 | Défaite                                             | Saiyok Pumpanmuang                                  | Thai Fight Kard Chuek, demi-finale du tournoi       | Thaïlande, Bangkok                                  | Décision                                            | 3                                                   | 3:00                                                |                                                     |  |
| 2013-07-14                                                                                 | Victoire                                            | Zaw Tum                                             | Thai Fight Kard Chuek, quart de finale du tournoi   | Thaïlande, Bangkok                                  | Décision                                            | 3                                                   | 3:00                                                |                                                     |  |
| 2013-06-29                                                                                 | Victoire                                            | Peemai Jitmuangnont                                 | Thai Fight                                          | Thaïlande, Bangkok                                  | Décision                                            | 3                                                   | 3:00                                                |                                                     |  |
| 2013-06-15                                                                                 | Victoire                                            | Sébastien Billard                                   | Thai Fight Kard Chuek, 8ème de finale du tournoi    | Thaïlande, Bangkok                                  | KO                                                  | 1                                                   |                                                     |                                                     |  |
| 2013-06-01                                                                                 | Victoire                                            | Salahdine Ait Naceur                                | Thai Fight Kard Chuek, 16ème de finale du tournoi   | Thaïlande, Bangkok                                  | KO                                                  | 2                                                   |                                                     |                                                     |  |
|                                                                                            |                                                     |                                                     |                                                     |                                                     |                                                     |                                                     |                                                     |                                                     |  |
| 2012-03-24                                                                                 | Défaite                                             | Diesellek TopkingBoxing                             | Muaydee Vitheethai                                  | Thaïlande, Bangkok                                  | KO                                                  | 2                                                   |                                                     | 78-22-2                                             |  |
| 2012-02-27                                                                                 | Défaite                                             | Suriya Prasathinphimai                              | Europe Vs Thaïlande                                 | Thaïlande, Pattaya                                  | Décision                                            | 5                                                   | 3:00                                                |                                                     |  |
| 2012-01-07                                                                                 | Nul                                                 | Dernchonlek Sor Sor Niyom                           | Stade de boxe du Omnoi                              | Thaïlande, Samut Sakhon                             | Match Nul                                           | 5                                                   | 3:00                                                |                                                     |  |
| 2011-02-12                                                                                 | Défaite                                             | Buakaw Banchamek                                    | La Nuit des Titans: Buakaw Vs Boughanem             | France, Tours                                       | Blessure                                            | 1                                                   |                                                     |                                                     |  |
| Finales du tournoi THAI FIGHT des poids welters (67 kg)                                    |                                                     |                                                     |                                                     |                                                     |                                                     |                                                     |                                                     |                                                     |  |
| 2010-12-06                                                                                 | Victoire                                            | Soichiro Miyakoshi                                  | TTHAI FIGHT Final, demi-finale du tournoi           | Thaïlande, Bangkok                                  | Décision                                            | 3                                                   | 3:00                                                |                                                     |  |
| 2010-10-25                                                                                 | Victoire                                            | Anthony Kane                                        | Thai Fight, quart de finale du tournoi              | Thaïlande, Bangkok                                  | Décision                                            | 4                                                   | 3:00                                                |                                                     |  |
| 2010-08-29                                                                                 | Victoire                                            | Jason Lea                                           | Thai Fight, 8ème de finale du tournoi               | Thaïlande, Bangkok                                  | Décision                                            | 3                                                   | 3:00                                                |                                                     |  |
| 2010-07-12                                                                                 | Victoire                                            | Big Ben Chor Praram 6                               | Stade de boxe du Thepprasit                         | Thaïlande, Pattaya                                  | Décision                                            | 5                                                   | 3:00                                                |                                                     |  |
| 2010-05-22                                                                                 | Victoire                                            | Behzad Rafigh Doust                                 | WMA tournament, finales du tournoi                  | Chine, Zhangzhou                                    | Décision                                            | 3                                                   | 3:00                                                |                                                     |  |
| Gagné le tournoi WMA des poids moyens (71 kg)                                              |                                                     |                                                     |                                                     |                                                     |                                                     |                                                     |                                                     |                                                     |  |
| 2010-05-22                                                                                 | Victoire                                            | Egon Racz                                           | WMA tournament, demi-finale du tournoi              | Chine, Zhangzhou                                    | Décision                                            | 3                                                   | 3:00                                                |                                                     |  |
| 2010-05-22                                                                                 | Victoire                                            | Alain Sylvestre                                     | WMA tournament, quart de finale du tournoi          | Chine, Zhangzhou                                    | KO                                                  | 1                                                   |                                                     |                                                     |  |
| 2010-01-31                                                                                 | Défaite                                             | Thepsutin Pumpanmuang                               | Stade de boxe du Channel 7                          | Thaïlande, Bangkok                                  | Blessure                                            | 5                                                   |                                                     |                                                     |  |
| 2010-01-07                                                                                 | Victoire                                            | Stephen Meikle                                      | The Champions Club Thailand, finales du tournoi     | Thaïlande, Pattaya                                  | Décision                                            | 3                                                   | 3:00                                                |                                                     |  |
| Gagné le tournoi TCC des poids super welters (70 kg)                                       |                                                     |                                                     |                                                     |                                                     |                                                     |                                                     |                                                     |                                                     |  |
| 2010-01-07                                                                                 | Victoire                                            | Jason Woodham                                       | The Champions Club Thailand, demi-finale du tournoi | Thaïlande, Pattaya                                  | TKO                                                 | 1                                                   |                                                     |                                                     |  |
| 2009-12-22                                                                                 | Victoire                                            | Pornpitak Petchudomchai                             | Stade de boxe du Chaweng                            | Thaïlande, Ko Samui                                 | TKO                                                 | 2                                                   |                                                     |                                                     |  |
| 2009-12-08                                                                                 | Victoire                                            | Tawalitnoi SKV Gym                                  | Surat Thani Fight Night                             | Thaïlande, Surat Thani                              | Décision                                            | 5                                                   | 3:00                                                |                                                     |  |
| 2009-12-04                                                                                 | Victoire                                            | Petmai Petjaopraya                                  | King's Birthday                                     | Thaïlande, Bangkok                                  | TKO                                                 | 4                                                   |                                                     |                                                     |  |
| 2009-11-27                                                                                 | Défaite                                             | Prakaisaeng Sit-Or                                  | Toyota Vigo Cup, finales du tournoi                 | Thaïlande, Bangkok                                  | Décision                                            | 5                                                   | 3:00                                                |                                                     |  |
| Finales du Toyota Vigo Cup des poids super welters (70 kg)                                 |                                                     |                                                     |                                                     |                                                     |                                                     |                                                     |                                                     |                                                     |  |
| 2009-11-27                                                                                 | Victoire                                            | Longern Pitakkruchaidaen                            | Toyota Vigo Cup, demi-finale du tournoi             | Thaïlande, Bangkok                                  | Décision                                            | 5                                                   | 3:00                                                |                                                     |  |
| 2009-11-27                                                                                 | Victoire                                            | Sofian Seboussi                                     | Toyota Vigo Cup, quart de finale du tournoi         | Thaïlande, Bangkok                                  | Décision                                            | 5                                                   | 3:00                                                |                                                     |  |
| 2009-10-28                                                                                 | Victoire                                            | Chokchai Sor Kingstar                               | Stade de boxe du Rajadamnoen, Bangrajan Fight       | Thaïlande, Bangkok                                  | Décision                                            | 5                                                   | 3:00                                                |                                                     |  |
| 2009-08-11                                                                                 | Victoire                                            | Steve Sasiprapa                                     | Queen's Birthday                                    | Thaïlande, Bangkok                                  | KO                                                  | 3                                                   |                                                     |                                                     |  |
| 2009-07-23                                                                                 | Victoire                                            | Mangkornyok Sityotong                               | Stade de boxe du Thepprasit                         | Thaïlande, Pattaya                                  | TKO                                                 |                                                     |                                                     |                                                     |  |
| 2009-07-15                                                                                 | Victoire                                            | Numbeechai Nakatornparkview                         | Surat Thani Fight Night                             | Thaïlande, Surat Thani                              | Décision                                            | 5                                                   | 3:00                                                |                                                     |  |
| 2009-07-04                                                                                 | Victoire                                            | Yodnapa Changtallay                                 | Bangla Stadium                                      | Thaïlande, Phuket                                   | KO                                                  | 3                                                   |                                                     |                                                     |  |
| 2009-06-30                                                                                 | Victoire                                            | Mankong Sitpaneng                                   |                                                     | Thaïlande, Phuket                                   | Decision                                            | 5                                                   | 3:00                                                |                                                     |  |
| 2009-06-24                                                                                 | Victoire                                            | Pet-tho Baan Muaythai                               | Surat Thani Fight Night                             | Thaïlande, Surat Thani                              | KO                                                  | 4                                                   |                                                     |                                                     |  |
| 2008-08-01                                                                                 | Victoire                                            | Robin Van Roosmalen                                 | Bangla Stadium                                      | Netherlands, Veghel                                 |                                                     |                                                     |                                                     |                                                     |  |

## Palmarès en arts martiaux mixtes
| 2 combats      | 2 victoires | 0 défaites |
| Par KO         | 2           | 0          |
| Par soumission | 0           | 0          |
| Sur décision   | 0           | 0          |

| Résultat | Record | Adversaire    | Méthode                               | Événement                    | Date            | Round | Temps | Lieu                        | Notes                  |
| -------- | ------ | ------------- | ------------------------------------- | ---------------------------- | --------------- | ----- | ----- | --------------------------- | ---------------------- |
| Victoire | 2-0    | Saad Touijar  | TKO (coups de poing)                  | Brave CF 83                  | 25 mai 2024     | 2     | 2:54  | Alkmaar, Pays-Bas           | Combat en catchweight. |
| Victoire | 1-0    | Dmytro Glevka | TKO (coup de genou et coups de poing) | Fight And Furious in Octogon | 27 janvier 2024 | 2     | 1:47  | Longeville-lès-Metz, France | Premier combat en MMA. |